# Окоёмов, Николай Николаевич
Никола́й Никола́евич Окоёмов (21 ноября 1897, Курбусахский наслег, Якутская область, Российская империя — 25 июня 1939, Якутск, Якутская АССР, РСФСР, СССР) — советский хозяйственный, государственный и партийный деятель.

## Биография
Родился в Курбусахском наслеге, якут. Окончил Борогонское начальное народное училище (1913) и миссионерскую школу Якутска (1918). Член РКП(б) с 1922 г.
- 1918—1920 помощник писаря, с июля 1919 г. писарь в комиссариате I Курбусахского наслега.
- 1920—1921 председатель Борогонского улусного ревкома.
- 1921—1924 боец Якутского отряда ЧОН, уполномоченный по продразверстке в Дюпсюнском улусе, уполномоченный ЯЦИК по организации Советов в местностях, освобожденных от белогвардейцев, председатель Усть-Алданского улусного исполкома.
- 1924 — слушатель Высших политпросветкурсов в Москве.
- 1925—1929 редактор газеты «Кыым», руководитель Комиссии по переводу на якутский язык трудов К. Маркса, Ф. Энгельса, В. И. Ленина, И. В. Сталина,
- 1929—1931 заведующий отделом, и. о. I секретаря Якутского обкома ВКП(б).
- 1931 — представитель Якутской АССР при Президиуме ВЦИК.
- 1931—1938 второй секретарь Якутского обкома ВКП(б).

Делегат XV Всероссийского и VI Всесоюзного съездов Советов.
Избирался депутатом Верховного Совета СССР 1-го созыва.
Арестован 5 февраля 1939 года. Умер в Якутской тюрьме в 1939 году.
Имел детей. Дочь Инесса 12 лет работала учительницей русского языка, затем в руководстве органов образования. Сын Барит, профессор МГТУ им. Баумана, преподавал в университете около 40 лет, автор более 150 научных работ.

## Сочинения
- Хомуур кы´амньылара : [дакылаат уонна этии тыллара] / Н. Н. Окоемов. — Дьокуускай : Кинигэ изд-вота, 1934. — 42 с.
- Партийнай докумуоннары бэрэбиэркэлээ´ин тµмµгэр уонна партийнай тэрилтэ соруктара / Н. Н. Окоемов. — Дьокуускай : Кинигэ изд-вота, 1935. — 38 с.